# ジョージ小林
ジョージ小林（ジョージこばやし、George Kobayashi、1947年11月29日 - ）は、ブラジル出身のサッカー選手。ポジションはミッドフィールダー（ボランチ）またはディフェンダー（ストッパー）。日本代表としてプレーした経験を持つが、日本国籍は有していない。日本代表では登録名を小林ジョージとしていた。

## 略歴
日系ブラジル人2世として、サンパウロ州に生まれる。両親は第二次世界大戦後に日本の新潟県からブラジルに移民して生果店を営んでいた。若いころはサッカーのほかにも柔道、野球、水泳といった様々なスポーツをしながら育った。
日系人で構成されたジェルパというクラブの一員として、サンパウロの日系人で結成されたAUSP（日系二世連合会）のリーグ戦で目立った活躍を見せると、ジェルパからリーグ随一の強豪クラブであるヤマダに引き抜かれ、後に同クラブのキャプテンも務めた。ブラジル時代は、アニメ番組の魔術師にちなみマンドラーキ (Mandrake) の愛称で呼ばれた。工科大学に通っていたころにコリンチャンスのテストにかよった経験はあるが、学業との両立やプロでやっていくことの厳しさを考慮してプロサッカー選手となる道は諦めた。
1971年、AUSP会長のカイオ・モリが、ブラジルで新戦力を探していたヤンマーに小林を推薦したことで日本行きが決まる。ヤンマー入りの名目は“業務研修”だったが、それが形式だけだったネルソン吉村の場合とは異なり、小林は実際にヤンマーのブラジル工場で働いていた。日本に渡った当初、日本語といえば挨拶程度しか話せなかったという。ヤンマーには吉村、カルロス・エステベスに続く3人目のブラジル人として加わった。吉村とはブラジル時代に日系人選抜チームでともにプレーした間柄だった。
1972年にはブラジル国籍のままながら日本代表に特例として選ばれ、1月9日のハンブルガーSV戦でデビューした。この試合ではゲームメーカーとして起用され、そのプレーは対戦したウーヴェ・ゼーラーにも高く評価された。7月にはムルデカ大会の遠征メンバーに入り、スリランカ戦で国際Aマッチ初キャップを記録、この大会で国際Aマッチ3試合に出場した。周囲からは帰化への期待もあったが、結局帰化することはなかった。
ヤンマーではしばらくストッパーとして起用されていたが、1974年に再び守備的ミッドフィールダーにコンバートされた。ポジションが一列上がり、気心のしれた吉村ともプレーポジションが近づいたことで、よりその才能を発揮できるようになった。1974年と1975年にヤンマーがJSLを連覇した際には、彼自身も2年連続でアシスト王とベストイレブンに輝いた。1976年にはJSL選抜の一員として、ペレを擁するニューヨーク・コスモスと対戦した。試合後にペレは目立った選手として「小林、ジャイロ、釜本」の3人の名を挙げた。
3期にわたる“研修”を終えて、1977年にブラジルに帰国した。1998年からは再び日本に赴きルネス学園と京都産業大学でコーチを務めた。
1972年、ペレの所属するサントスと日本代表が親善試合を行い、多くの観衆が詰掛けた。試合後に小林が当時の長沼健監督の部屋を尋ね「今日はたくさんお客さん入った。お客入らない、選手お金要求しない。お客たくさん入った、選手お金要求する」と配当をしつこく要求した。「今の体制じゃ、そうはいかない」と長沼が断っても聞き入れないので、釜本を呼んで追い返した。これ以前にも長沼監督は、海外遠征時にサッカー協会には内緒で、試合のギャラを少ないながらも選手に還元していたが、小林のようにプロ意識からこうした発言をした者はおらず、小林の発言はプロ化の端緒となる発言として評価される。Jリーグ創設はこの20年後のことである。

## 所属クラブ
- ジェルパ
- ヤマダ -1971
- ヤンマー 1971-1976

## 個人成績
| 国内大会個人成績 | 国内大会個人成績 | 国内大会個人成績 | 国内大会個人成績 | 国内大会個人成績 | 国内大会個人成績 | 国内大会個人成績 | 国内大会個人成績 | 国内大会個人成績 | 国内大会個人成績 | 国内大会個人成績 | 国内大会個人成績 |
| 年度             | クラブ           | 背番号           | リーグ           | リーグ戦         | リーグ戦         | リーグ杯         | リーグ杯         | オープン杯       | オープン杯       | 期間通算         | 期間通算         |
| 年度             | クラブ           | 背番号           | リーグ           | 出場             | 得点             | 出場             | 得点             | 出場             | 得点             | 出場             | 得点             |
| 日本             | 日本             | 日本             | 日本             | リーグ戦         | リーグ戦         | JSL杯            | JSL杯            | 天皇杯           | 天皇杯           | 期間通算         | 期間通算         |
| ---------------- | ---------------- | ---------------- | ---------------- | ---------------- | ---------------- | ---------------- | ---------------- | ---------------- | ---------------- | ---------------- | ---------------- |
| 1971             | ヤンマー         |                  | JSL              | 9                |                  | -                | -                |                  |                  |                  |                  |
| 1972             | ヤンマー         |                  | JSL1部           |                  |                  | -                | -                |                  |                  |                  |                  |
| 1973             | ヤンマー         |                  | JSL1部           |                  |                  |                  |                  |                  |                  |                  |                  |
| 1974             | ヤンマー         |                  | JSL1部           | 17               |                  | -                | -                |                  |                  |                  |                  |
| 1975             | ヤンマー         |                  | JSL1部           | 18               |                  | -                | -                |                  |                  |                  |                  |
| 1976             | ヤンマー         |                  | JSL1部           |                  |                  |                  |                  |                  |                  |                  |                  |
| 通算             | 日本             | 日本             | JSL1部           | 92               | 7                |                  |                  |                  |                  |                  |                  |
| 総通算           |                  |                  |                  |                  |                  |                  |                  |                  |                  |                  |                  |

## タイトル

### 個人タイトル
- 1974 - アシスト王（7アシスト）、シルバーボール賞、年間優秀11人賞
- 1975 - アシスト王（6アシスト）、年間優秀11人賞

### チーム
- 天皇杯：1974
- 日本サッカーリーグ：1971、1974、1975
- JSLカップ：1973

## 代表歴

### 試合数
- 国際Aマッチ 3試合 0得点 (1972) [1]

| 日本代表 | 国際Aマッチ | 国際Aマッチ | その他 | その他 | 期間通算 | 期間通算 |
| 年       | 出場        | 得点        | 出場   | 得点   | 出場     | 得点     |
| -------- | ----------- | ----------- | ------ | ------ | -------- | -------- |
| 1972     | 3           | 0           | 9      | 0      | 12       | 0        |
| 通算     | 3           | 0           | 9      | 0      | 12       | 0        |

### 出場
| No. | 開催日         | 開催都市         | スタジアム | 対戦相手   | 結果 | 監督   | 大会         |
| --- | -------------- | ---------------- | ---------- | ---------- | ---- | ------ | ------------ |
| 1.  | 1972年07月16日 | イポー           |            | スリランカ | ○5-0 | 長沼健 | ムルデカ大会 |
| 2.  | 1972年07月18日 | クアラルンプール |            | フィリピン | ○5-1 | 長沼健 | ムルデカ大会 |
| 3.  | 1972年07月22日 | クアラルンプール |            | マレーシア | ●1-3 | 長沼健 | ムルデカ大会 |